# 祝廷成
祝廷成（1926年—2011年9月5日），男，吉林永吉人，中国草地生态学家，曾任东北师范大学教授、博士生导师。